# TRAPPIST
O Transiting Planets and Planetesimals Small Telescope (TRAPPIST) é um telescópio robótico e remoto belga, localizado no Chile, que começou suas operações em 2010. Foi nomeado em homenagem aos trapistas na região belga.